# پناهگاه حیات وحش حیدری
پناهگاه حیات وحش حیدری یک پناهگاه حیات وحش با مساحت ۴۶۹۳۲ هکتار است که در شهرستان نیشابور استان خراسان رضوی در ایران قرار دارد. این پناهگاه حیات وحش طبق مصوبهٔ شمارهٔ ۵۹۱ در تاریخ ۱۳۸۱/۳/۲۱ در فهرست مناطق تحت حفاظت سازمان محیط زیست ایران قرار گرفت.